# Philip Don
Philip Don (født 10. marts 1952) er en tidligere en fodbolddommer fra England. Han dømte internationalt under det internationale fodboldforbund, FIFA, i 2 år fra 1992 til 1994. Selvom han kun dømte internationalt i 2 år nåede han alligevel at deltage ved VM 1994, hvor det blev til to kampe. Han dømte desuden finalen i Champions League i 1994 mellem AC Milan og FC Barcelona. En kamp som AC Milan vandt 4-0.

## VM 1994
- Saudi-Arabien  –  Marokko 2-1 (gruppespil).
- Rumænien  –  Sverige 2-2 (kvartfinale).